# Gikunguza
Gikunguza är ett vattendrag i Burundi.   Det ligger i provinsen Karuzi, i den centrala delen av landet, 70 kilometer öster om huvudstaden Bujumbura.
Omgivningarna runt Gikunguza är en mosaik av jordbruksmark och naturlig växtlighet. Runt Gikunguza är det ganska tätbefolkat, med 230 invånare per kvadratkilometer.